# Spasche
Spasche ist eine Bauerschaft in der Landgemeinde der Stadt Wildeshausen im niedersächsischen Landkreis Oldenburg. Die lediglich 7 Einwohner zählende Ortschaft Spasche ist damit die bevölkerungsärmste der Landgemeinde Wildeshausen. Das in rund einem halben Kilometer Entfernung südwestlich liegende Wohngebiet Spascher Sand gehört nicht zur Bauerschaft Spasche, sondern zum Wildeshauser Stadtgebiet (Bezirk Stadt III).

## Beschreibung, Geografie und Verkehrsanbindung
Spasche stellt eine Enklave im Nordwesten des Wildeshauser Stadtbezirks Stadt III dar und liegt in etwa 2 km Entfernung zum Wildeshauser Stadtzentrum. Die Bauerschaft umfasst im Wesentlichen die Reste des ehemaligen Guts Spasche; hier werden heute eine Privatschule und ein Kindergarten betrieben. Am südöstlichen Ortsrand fließt die Brookbäke, ein linker Nebenfluss der Hunte. In geringer Entfernung verläuft im Süden die Bundesstraße 213 und im Norden die Bundesautobahn 1.